# Юная мисс США 2010
Юная Мисс США 2010 (англ. Miss Teen USA 2010) — 28-й национальный конкурс красоты, проводился в Imperial Ballroom, Atlantis Paradise Island, Нассау, Багамские Острова. Победительницей стала Ками Кроуфорд, представлявшая штат Мэриленд. 50 штатов и Округ Колумбия приняли участие в конкурсе красоты. Мероприятие транслировалось в прямом эфире на сайте Ustream. В рамках конкурса проводился 2-й ежегодный лагерь «Miss Teen Fantasy Camp».
Ведущим предварительного конкурса стали Эд Филдс и Сторми Хенли. Данное мероприятие проводилось 23 июля, а финал состоялся 24 июля 2010 года. Ведущими финала стали Сет Голдман, ведущий программы «Entertainment Buzz» на телеканале NBC и Кристл Стюарт, победительница Мисс США 2008. Совместное проведение мероприятий Голдман и Стюарт стало третьим, предыдущими два стали Мисс США 2009 и Юная мисс США 2009.
Конкурс Юная мисс США 2010 стал для Сторми Хенли дебютом на телевидении в роли певицы в стиле кантри и автором песни. Она исполнила свой первый сингл «Quite Like Me», данная песня написана под впечатлением переезда в город Нью-Йорк.
Победительницы «Мисс Аризона 2009» Алисия Бланко, «Мисс Юта 2009» Лаура Чуканов, «Мисс Арканзас 2010» Адриэль Черчилль, «Мисс Калифорния 2010» Николь Мишель Джонсон, «Мисс Луизиана 2010» Сара Брукс и «Мисс Небраска 2010» Белинда Райт были приглашены организаторами в лагерь для участия в роли вожатых.

## Результат

### Места
| Итоговый результат | Участница |
| ------------------ | --- |
| Юная Мисс США 2010 | - Мэриленд — Ками Кроуфорд |
| 1-я Вице Мисс      | - Иллинойс — Лекси Аткинс |
| 2-я Вице Мисс      | - Калифорния — Эмма Бейкер |
| 3-я Вице Мисс      | - Юта — Анджелия Лейтон |
| 4-я Вице Мисс      | - Миссисипи — Хейли Сауэрс |
| Топ 15             | - Алабама — Эшлин Алонги - Арканзас — Меган Берджесс - Флорида — Алисса Ривера - Кентукки — Тейлор Хаббард - Нью-Йорк — Тетиана Диас - Оклахома — Кэндис Холт - Теннесси — Кристен Роуз - Виргиния — Жаклин Кэрролл - Вашингтон — Камилла Сир - Вайоминг — Кэролайн Скотт |

### Специальные награды
| Награда              | Участницы                   |
| -------------------- | --------------------------- |
| Мисс Конгениальность | - Айдахо — Хосанна Кабакоро |
| Мисс Фотогеничность  | - Техас — Челси Моргенсен   |

## Участницы
Список участниц:
| Штат                       | Участница          | Родной город         | Возраст | Рост | Место              | Примечания |
| -------------------------- | ------------------ | -------------------- | ------- | ---- | ------------------ | --- |
| Алабама                    | Эшлин Алонги       | Хантсвилл            | 17      |      | Топ 15             | - Мисс Фотогеничность на конкурсе штата - Позже вошла в Топ 15 на «Мисс Теннесси 2014» |
| Аляска                     | Кали Скотт         | Чуджиак              | 18      |      |                    | |
| Аризона                    | Тори Вэнс          | Ауотоки              | 17      |      |                    | |
| Арканзас                   | Меган Берджесс     | Хот-Спрингс          | 18      |      | Топ 15             | Победитель интервью на конкурсе штата |
| Калифорния                 | Эмма Бейкер        | Поуэй                | 18      |      | 2-я Вице мисс      | Позже стала 2-й Вице мисс «Мисс Вашингтон 2014» |
| Колорадо                   | Кортни Картер      | Торнтон              | 18      |      |                    | |
| Коннектикут                | Алисса Тагила      | Чешир                | 16      |      |                    | |
| Делавэр                    | Эшли ДиЛиберто     | Ньюарк               | 19      |      |                    | |
| Вашингтон (округ Колумбия) | Дженнефер Лопес    | Вашингтон            | 17      |      |                    | |
| Флорида                    | Алисса Ривера      | Холливуд             | 17      | 173  | Топ 15             | |
| Джорджия                   | Кэролайн Уэйд      | Акуэрт               | 17      | 178  |                    | Приз зрительских симпатий на конкурсе штата |
| Гавайи                     | Джулианна Чу       | Kāhala               | 19      |      |                    | Сестра Элисон Чу, победительницы «Мисс Гавай 2016» Позже «Мисс Гавай 2018» |
| Айдахо                     | Осанна Кабакоро    | Туин-Фолс            | 18      |      |                    | - Мисс Конгениальность - Мисс фотогеничность и Мисс конгениальность на конкурсе штата |
| Иллинойс                   | Лекси Аткинс       | Шампейн              | 17      |      | 1-я Вице мисс      | Позже «Мисс Иллийнос 2014» |
| Индиана                    | Маделин Плесак     | Валпарейзо           | 17      | 175  |                    | |
| Айова                      | Эрика Лансман      | Беттендорф           | 18      |      |                    | |
| Канзас                     | Оливия Харлан      | Мишн-Хиллс           | 17      | 173  |                    | |
| Кентукки                   | Тейлор Хаббард     | Лондон               | 15      |      | Топ 15             | |
| Луизиана                   | Брианна Вагеспак   | Сент-Джеймс          | 16      | 173  |                    | |
| Мэн                        | Норисса Морс       | Сако                 | 17      |      |                    | Позже вошла в Топ 15 полуфиналисток в «Мисс Массачусетс 2017» |
| Мэриленд                   | Ками Кроуфорд      | Потомак              | 17      | 175  | Юная мисс США 2010 | Мисс фотогеничность на конкурсе штата |
| Массачусетс                | Брук Бибо          | Аксбридж             | 18      | 180  |                    | |
| Мичиган                    | Кэтрин МакГи       | Ортонвилль           | 16      |      |                    | |
| Миннесота                  | Хейли О'Брайен     | Виктория             | 17      |      |                    | Позже стала победительницей «Мисс Миннесота 2014» и вошла в Топ 20 на Мисс США 2014 |
| Миссисипи                  | Хейли Соуэрс       | Меридиан             | 17      |      | 4-я Вице мисс      | Позже победительница «Мисс Миссисипи 2016» |
| Миссури                    | Эрика Стердефант   | Спрингфилд           | 19      |      |                    | Позже «Мисс Миссури 2014» |
| Монтана                    | Дакота Маки        | Мизула               | 18      |      |                    | |
| Небраска                   | Аманда Солтеро     | Колумбус             | 18      |      |                    | Позже стала победительницей «Мисс Небраска 2014» и вошла в Топ 20 на Мисс США 2014 |
| Невада                     | Одри Денисон       | Лас-Вегас-Валли      | 18      |      |                    | Вошла в число полуфиналисток «Мисс Айдахо 2016» |
| Нью-Гэмпшир                | Морган Лукас       | Холлис               | 18      |      |                    | |
| Нью-Джерси                 | Эрика Шимански     | Маунт-Лорел          | 18      |      |                    | |
| Нью-Мексико                | Вера Кортес        | Трут-ор-Консекуэнсес | 17      |      |                    | |
| Нью-Йорк                   | Тетиана Диас       | Бейсайд              | 17      | 173  | Топ 15             | - Позже «Miss NY Latina 2011» - Позже «Miss Puerto Plata US 2011» и вошла в Топ 10 на «Miss Dominican Republic US 2011» - Позже «Miss Comunidad Dominicana en Estados Unidos 2013» и вошла в Топ 10 на «Мисс Доминиканская Республика 2014» - Позже «Miss New York USA» и Топ 15 на Мисс США 2015 |
| Северная Каролина          | Лорен Эшли Мартц   | Солсбери             | 17      | 175  |                    | «Jayme Shaw Swimsuit Award» на конкурсе штата |
| Северная Дакота            | Ариана Уокер       | Бисмарк              | 19      |      |                    | В прошлом «Miss North Dakota's Outstanding Teen 2008» |
| Огайо                      | Бриджет Линтон     | Грин                 | 19      | 178  |                    | |
| Оклахома                   | Кэндис Холт        | Брокен-Боу           | 17      |      | Топ 15             | Позже стала 3-й Вице мисс на «Мисс Оклахома 2014» |
| Орегон                     | Кара Нардини       | Лейк-Освего          | 17      | 173  |                    | |
| Пенсильвания               | Елена ЛаКуатра     | Маунт-Лебанон        | 18      | 173  |                    | - В прошлом «Miss Pennsylvania's Outstanding Teen 2007» и стала 2-й Вице мисс «Miss America's Outstanding Teen 2007» - Позже «Мисс Пенсильвания 2016» |
| Род-Айленд                 | Эрика Райт         | Наррагансетт         | 18      |      |                    | |
| Южная Каролина             | Меган Пинкни       | Норт-Чарлстон        | 19      | 168  |                    | Позже «Мисс Южная Каролина 2013» и стала 5-й Вице мисс Мисс США 2013 |
| Южная Дакота               | Алисса Хаструлид   | Бересфорд            | 16      |      |                    | Позже 3-я Вице мисс на «Мисс Южная Дакота» и 3-я Вице мисс «Мисс Небраска 2019» |
| Теннесси                   | Кристен Роуз       | Бристол              | 18      |      | Топ 15             | Позже 1-я Вице мисс «Мисс Теннесси 2014» |
| Техас                      | Челси Моргенсен    | Ларедо               | 15      | 175  |                    | - Мисс фотогеничность и Приз зрительских симпатий - Позже «Мисс Hooters International 2017» - Позже 4-я Вице мисс на «Мисс Техас 2020» |
| Юта                        | Анджелия Лейтон    | Мантай               | 18      |      | 3-я Вице мисс      | - Участница Последний герой: Филиппины - Later Miss Utah USA 2014 |
| Вермонт                    | Шелби Грегуар      | Барре                | 18      |      |                    | |
| Виргиния                   | Жаклин Кэрролл     | Стэнардсвилл         | 16      |      | Топ 15             | Позже «Мисс Виргиния 2017» |
| Вашингтон                  | Камилла Сир        | Керкленд             | 17      |      | Топ 15             | |
| Западная Виргиния          | Элли Брандфасс     | Моргантаун           | 17      | 165  |                    | |
| Висконсин                  | Кирстен Нордерхауг | Брукфилд             | 17      |      |                    | Дочь победительницы «Мисс Северная Дакота 1976» |
| Вайоминг                   | Кэролайн Скотт     | Шайенн               | 17      |      | Топ 15             | Позже «Мисс Вайоминг 2015» |

## Судьи
- Чак Лабелла — продюсер «The Celebrity Apprentice» и «Last Comic Standing», номинант на премию «Эмми»;
- Чет Бьюкэнэн — радио- и телеведущий;
- Ева Чен — директор по красоте и здоровью журнала «Teen Vogue»;
- Фред Нельсон — Президент «People's Choice»;
- Хэзер Керцнер — Посол «Керцнер Интернэшнл»;
- Мишель Малкольм — Президент компании «Мишель Малкольм и партнёры».

## Примечание
1. ↑  Возраст на момент участия

Источники
1. ↑  2010 MISS TEEN USA PAGEANT AND THE SECOND ANNUAL MISS TEEN USA FANTASY CAMP TO BE HELD AT ATLANTIS, PARADISE ISLAND. Дата обращения: 26 января 2016. Архивировано из оригинала 28 мая 2010 года.
2. ↑  Antón, Lark-Marie (25 июля 2010). Kamie Crawford, Miss Maryland Teen USA Crowned Miss Teen USA 2010 on July 24th (PDF) (Press release). New York, NY: Miss Universe Organization. Архивировано из оригинала (PDF) 4 марта 2016. Дата обращения: 20 февраля 2015.